# Explosió de cercapersones al Líban
Les explosions de cercapersones al Líban els dies 17 i 18 de setembre de 2024 van ser uns atacs atribuïts a Israel, que van provocar l'explosió de diversos milers de cercapersones i walkie-talkies emprats per Hezbol·là al Líban i també per personal civil i sanitari libanès. Infiltrant-se dins els sistemes de comunicació de la xarxa libanesa emprada per aquests dispositius, va permetre enviar-los un missatge encriptat que va fer detonar simultàniament milers de cercapersones i walkie-talkies, amb la qual cosa van resultar ferides més de 3.250 persones (200 en estat crític) i 32 persones mortes, inclosos 2 nens. Entre les víctimes hi hagué tant militants de Hezbol·là com civils. L'Oficina de l'Alt Comissionat de Drets Humans de l'ONU va denunciar que l'atac constituí "una terrible violació" del la llei internacional i els drets humans.
Les explosions van afectar diverses àrees que Israel identifica com a zones amb un alt suport i implantació de Hezbol·là, incloent el suburbi de Dahieh a Beirut, la Vall de la Bekaa i altres llocs del sud del Líban. Hezbol·là, juntament amb Iran, van qualificar el fet com la «major bretxa de seguretat de l'organització fins aquell moment». Encara que ningú no va reivindicar l'atemptat, Hezbol·là va apuntar a Israel com a responsable. Durant tot el 2024 Hezbol·là havia estat atacant objectius militars a Israel amb drons i coets com a resposta a la guerra i genocidi dut a terme per Israel a Gaza, així que l'organització va considerar que es tractava d'un atac de represàlia d'Israel. L'endemà dels fets Hassan Nasral·là, dirigent de Hezbol·là, va denunciar l'atac com una declaració de guerra israeliana contra el Líban i va afirmar que seguirien les seves operacions fins que Israel aturés la guerra contra Gaza i els palestins.

## Antecedents
Un dia després que Hamàs llancés els seus atacs el 7 d'octubre de 2023 contra Israel, l'organització militant Hezbol·là, recolzada per l'Iran, es va unir al conflicte en suport de Hamàs i va disparar contra posicions israelianes. Des de llavors, Hezbol·là i Israel van augmentar els intercanvis militars transfronterers que van desplaçar comunitats senceres a Israel i al Líban, amb danys significatius al llarg de la frontera.
L'entrada de Hezbol·là en el conflicte es va materialitzar amb atacs contra objectius israelians i amb combats transfronterers entre Hezbol·là i Israel. Durant tot el 2024 Hezbol·là va estar atacant Israel disparant drons, coets, projectils i avions teledirigits cap a les poblacions del nord d'Israel, motiu pel qual 60.000 ciutadans israelians van haver de ser evacuats.
El 31 de març de 2024, el comandant Ismail Al Zin, cap de la unitat de míssils antitancs de la Força Radwan, el cos d'elit de Hezbol·là, responsable de nombrosos atacs contra Israel, va morir en un atac amb dron al Líban, i el 14 de maig va morir també Hussein Ibrahim Makki, comandant superior de la unitat del Front Sud que havia comandat la divisió costanera de Hezbol·là a Tir. Taleb Sami Abdullah, comandant d'una de les tres divisions de Hezbol·là al sud del Líban va morir en un atac aeri el 12 de juny, en aquells moments, octubre de 2023, va ser el càrrec més alt de la milícia proiraniana mort per part de les Forces de Defensa d'Israel (FDI) des de l'inici de les hostilitats Pocs dies més tard, el 3 de juliol, va morir també en un atac aeri, el comandant Muhammad Nimah Nasser.
El 27 de juliol de 2024 un coet llençat per Hezbol·là va impactar en un camp de futbol a la ciutat drusa de Majdal Shams als Alts del Golan, matant 12 nens i adolescents. En resposta, el 30 de juliol Israel va dur a terme un atac aeri contra un edifici d'apartaments de Beirut, matant Fuad Shukr, el cap militar de major rang de Hezbol·là i assessor del líder Hassan Nasral·là. Aquell mateix dia, el Gabinet de Seguretat d'Israel va establir un nou objectiu de guerra: la tornada segura dels residents desplaçats al nord. Aquest objectiu es va sumar als dos existents: desmantellar Hamàs i assegurar l'alliberament dels ostatges presos durant els atacs del 7 d'octubre. El dia de les explosions, i abans que tinguessin lloc, l'agència de seguretat interna d'Israel, el Xin Bet, va comunicar que havia frustrat un complot de Hezbol·là per assassinar un exalt funcionari de defensa utilitzant un dispositiu explosiu.
En resum, des del 8 d'octubre de 2023 fins al 24 d'agost de 2024 havien mort al Líban 560 persones, entre elles Hezbol·là va confirmar la mort de 356 milicians i comandants, la majoria al Líban, però també alguns d'ells a Síria. Israel va realitzar desenes d'atacs aeris a Síria des que va començar la guerra, un de notable es va fer el 9 de setembre de 2024 en que les forces especials Shaldag de la Força Aèria Israeliana, transportats per helicòpters, van dur a terme l'atac a un camp de míssils prop de Masyaf, col·locant explosius a les instal·lacions construïdes per l'Iran. Els atacs a Síria van matar almenys 208 combatents, entre ells, 46 militars sirians, 43 membres d'Hezbol·là, 24 guàrdies revolucionaris iranians, i 22 civils.

## Esdeveniments

### 17 de setembre
El 17 de setembre de 2024, centenars de membres de Hezbol·là van resultar greument ferits en múltiples ubicacions al llarg del Líban quan els seus cercapersones van sonar durant uns quants segons abans d'explotar inesperadament, maximitzant així la possibilitat de lesions.
Les explosions van tenir lloc en diverses àrees on Hezbol·là té una forta presència, incloent el seu bastió de Dahieh a Beirut; el sud del Líban; i la Vall de la Bekaa, on es van reportar explosions a les ciutats d'Aali a Nahri i Riyaq. Es va informar que les explosions van persistir durant fins a 30 minuts després de les detonacions inicials i van intensificar el caos resultant. També es van reportar explosions al Túnel Al-Mouwasa a Damasc. Entre els ferits es va trobar Mojtaba Amani, l'ambaixador iranià al Líban, juntament amb dos membres del personal de l'ambaixada.
Al voltant de 150 hospitals a tot el Líban van rebre les víctimes de l'atac, en què es van produir escenes caòtiques. Els hospitals del sud del Líban, la Vall de la Bekaa i els suburbis del sud de Beirut estaven desbordats de pacients, molts amb ferides a la cara, les mans i l'estómac. En resposta, el Ministeri de Salut del Líban va aconsellar les persones amb cerca persones que se'n desfessin i va ordenar als hospitals romandre en «alerta màxima». Va demanar als treballadors sanitaris presentar-se a treballar i no utilitzar dispositius sense fil. L'Agència Nacional de Notícies del Líban, estatal, va fer una crida a la donació de sang. Es van enviar equips d'ambulàncies des de les ciutats de Trípoli i Al-Qalamoun, al nord del Líban, per ajudar a Beirut.

### 18 de setembre
Unes 24 hores després de les explosions inicials, es va produir una segona onada d'artefactes explosius al Líban. Es va informar d'explosions a Beirut, la vall de Bekaa i el sud del Líban. Hezbol·là va afirmar que es tractava de ràdios portàtils. Els dispositius afectats són walkie talkies "trunking" ICOM-IC-V82, que se sap que utilitzen els militants de Hezbol·là. Les explosions també van provocar incendis a vivendes.

## Causa de les explosions
Els combatents d'Hezbol·là han estat utilitzant com a mitjà de comunicació cercapersones en lloc de telèfons mòbils en un intent d'evadir el rastreig d'ubicació israeliana. De fet el febrer de 2024, el secretari general d'Hezbol·là, Hassan Nasral·là, al·legant que Israel s'havia infiltrat a la seva xarxa de telefonia mòbil, va ordenar als membres del grup emprar aquesta tecnologia de només recepció, que al no emetre no es pot interceptar ni geoocalitzar, però no va tenir en compte la possibilitat de hackejar la xarxa de telefonia que envia els missatges als cercapersones.
Hezbol·là va adquirir el model Gold Apollo AR-924 d'una nova marca de cercapersones, de patent taiwanesa. Els explosius haurien estat col·locats, indetectablement, en prop de 5.000 d'aquests cercapersones l'any 2024, durant la seva fabricació a Hongria, o durant el seu transport la majota dels cercapersones són de la marca Gold Apollo, però aquesta darrera empresa, una empresa taiwanesa, afirma que aquests dispositius van ser fabricats sota llicència per l'empresa hongaresa BAC Consulting Altres fonts esmenten pentaeritritol tetranitrat (PETN) com l'explosiu utilitzat També s'ha informat que els cercapersones portàtils van sonar durant uns quants segons abans de l'explosió per augmentar la probabilitat que el destinatari l'agafés amb la mà per llegir el missatge, maximitzant així les possibilitats d'infringir lesions.
Tot i així, encara hi han dubtes sobre la causa de l'explosió dels cercapersones; fins i tot si les bateries de liti s'encenguessin directament, normalment es cremarien en lloc d'explotar amb tant gran força. A les imatges de l'hospital del Sahel no es veuen rastres de cremades, sinó ferides devastadores i profundes. El ciberexpert Lukas Olejnik, actualment visitant científic al King's College de Londres, creu que una reacció química a les bateries és absurda: «No explotarien, només es pot explicar l'efecte devastador amb la base de que els cercapersones estaven preparats amb una substància altament explosiva».
Un alt funcionari de la seguretat libanesa va comunicar a l'agència de notícies Reuters que el Mossad hauria col·locat una petita quantitat d'explosiu dins de 5.000 cercapersones fabricats a Hongria sota llicència d'una empresa de Taiwan. Els cercapersones haurien estat manipulats abans d'arribar al Líban, segons alguns dels funcionaris. La majoria eren del model AR924, encara que també es van incloure a l'enviament tres models més de Gold Apollo. Un missatge codificat hauria activat simultàniament l'explosió de tots els aparells de comunicacions.

## Conseqüències
El primer ministre israelià, Binyamín Netanyahu, va demanar als civils del Líban que abandonessin les zones on les Forces de Defensa d'Israel (FDI) ataquen Hezbol·là, i la població va rebre trucades automatitzades, missatges de text i emissions que els instaven a evacuar la zona, i 100.000 persones es van dirigir cap al nord del país. Fins al 23 de setembre les forces armades israelianes havien atacat mil tres-cents objectius d'Hezbol·là al Líban, principalment al sud i l'est del país prop de la frontera del Líban amb Síria i on el grup militant té una forta presència, atacant especialment habitatges on hi havia armament emmagatzemat, causant 492 morts i 1.645 ferits, respostos per nombrosos llençaments de míssils de Hezbol·là.

## Reaccions
Hezbol·là va culpar Israel de les explosions, que va qualificar d'«agressió criminal» i va prometre una «justa resposta». Un funcionari d'Hezbol·là va dir a l'Agència Nacional de Notícies que l'incident havia estat «la violació de seguretat més gran de l'organització fins aquell moment».
Una font de seguretat libanesa d'alt rang va dir a Al-Hadath que Israel s'havia infiltrat en els sistemes de comunicació dels dispositius electrònics, fet que els va permetre enviar el missatge que va causar la seva detonació. L'oficina del Primer Ministre Mikati va dir que l'incident havia estat una "violació criminal de la sobirania libanesa" per part d'Israel. El govern libanès es va posar en contacte amb les Organització de les Nacions Unides i amb alguns països per demanar-los que responsabilitzessin Israel de l'atac. Les escoles de tot el Líban van tancar el 18 de setembre.
Les Forces de Defensa d'Israel (FDI) es van negar a fer comentaris quan Associated Press s'hi va posar en contacte. El cap de l'Estat Major israelià, Herzi Halevi, es va reunir amb generals israelians per discutir «la preparació per a operacions defensives i ofensives a tots els fronts». El líder de l'oposició israeliana, Yair Lapid, va finalitzar el viatge als Estats Units abans del previst per poder tornar a Israel.
Jeanine Hennis-Plasschaert, coordinadora especial de l'ONU per al Líban, va condemnar l'atac i va afirmar que «els civils no són un objectiu i han de ser protegits en tot moment».
Hamàs va culpar Israel de les explosions dels cercapersones, que va qualificar de «crim que desafia totes les lleis». En una declaració, Hamàs va elogiar els «esforços i sacrificis» d'Hezbol·là i va dir que «aquest acte terrorista és part de l'agressió més àmplia de l'enemic sionista a la regió».
Iran va qualificar els atacs de «terrorisme israelià» i es va comprometre a proporcionar assistència mèdica als afectats. Jordània també va oferir assistència mèdica.
Els Estats Units van negar la seva implicació en les explosions massives i va afirmar que no tenia coneixement previ dels atacs. Els Estats Units també van instar l'Iran a abstenir-se de prendre represàlies per les explosions massives. La portaveu de la Casa Blanca, Karine Jean-Pierre, va subratllar la necessitat d'una solució diplomàtica entre Israel i Hezbol·là. Air France i Lufthansa van suspendre els vols a Tel-Aviv, al·legant la situació de seguretat provocada pels atacs.

## Víctimes
El 17 de setembre de 2024 es van reportar 2.750 ferits, 200 d'ells greus, i la mort de dotze persones, entre elles 2 nens i 4 professionals de la salut que treballaven en hospitals privats als suburbis del sud de Beirut. L'informe de l'endemà era de catorze persones mortes, i 450 persones amb ferides de gravetat.
Mojtaba Amani, ambaixador de l'Iran al Líban, va perdre un ull.El fill del diputat d'Hezbol·là, Ali Ammar, va ser una de les persones que hi van morir.